# Giovanni di Odzun
Giovanni di Odzun (Odzun, 688 circa – Odzun, 728) è stato un teologo armeno.

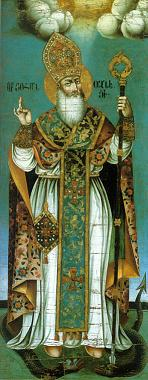

Giovanni di Odzun (688c-728), detto anche il Filosofo, (Սբ. Հովհաննես Գ. Օձնեցի (Փիլիսոփա) o Hovannes (Hovhan) Odzets'i) è stato Catholicos (capo supremo) della Chiesa Apostolica Armena dal 717 al 728 come Giovanni III; autore di una politica di coesistenza con gli invasori arabi e, come religioso, di numerosi testi di natura religiosa e di notevole interesse storico

## Biografia
Nato circa nel 688 nel villaggio di Odzun, provincia di Tashirk, nel nord dell'Armenia odierna, studia con abate Teodoro Kitenavor che ne fa un erudito. Studia teologia e filosofia e conosce certamente anche il greco.
Viene nominato Catholicos nel 717, nella sede di Dvin.
Tratta con gli arabi, che occupano gran parte dei territori ove vivono popolazioni armene, l'indipendenza della Chiesa Apostolica Armena e cerca di allontanarla dall'influenza bizantina che era stata favorita da alcuni predecessori (ad es. Catholicos Nerses III il Costruttore).
In questo ambito nel 719 visita il califfo Omar a Damasco per trattare sia la libertà della chiesa armena che una limitata autonomia amministrativa dei principi armeni, ottenendo quanto chiesto e la liberazione di nobili armeni imprigionati in occasione massacri fatti dagli arabi arabi nel Naxçıvan e sul fiume Khram (provincia di Lori, oggi in Georgia) nel 705.
Nel 720 il convoca Concilio di Dvin anticipato dalla "Orazione sinodale" in parte persa nella parte che condannava i Pauliciani, un secolo prima della fondazione dei Tondrachiani. Il Concilio stabilisce regole per i servizi religiosi, norme restrittive riguardanti la condotta morale del clero e e dure misure contro i Pauliciani.
In un secondo Concilio convocato nel 726 a Manzikert (oggi Erzurum, Turchia), favorisce l'avvicinamento della Chiesa Apostolica Armena alle posizioni monofisite della Chiesa Giacobita Siriana, cercando una mediazione anche con la dottrina del Concilio di Calcedonia. Ne risulta la posizione miafisita (in Gesù Cristo ci sia una sola natura, divina e umana insieme) della chiesa armena simile a quella della chiesa copta.
Muore nel 728 ad Odzun dove è sepolto.

## Opere
Di lui sono note le seguenti opere:
1. Kanonagirk Hayots (Canoni di legge degli armeni) riorganizzazione e sistemazione delle leggi sinodali e conciliari della chiesa armena dal V al VII secolo ancora oggi usato. Si tratta di 32 canoni di cui l'ultimo contro i Pauliciani.
2. Endden Bavghikyants: Sermone contro i pauliciani
3. Endden Yerevutaganats: Contro i fantasiasti
4. Atenabanutium: discorsi su regole per i servizi religiosi, interpretazione di canti ed altri scritti dottrinali e filosofici ed in particolare sulle cerimonie (officiis) della chiesa, Notturno, Mattutino, All'Alba, Meridiano e dell'ora III, VI e IX, frammenti delle orazioni notturne e vespertine, alcuniSermoni
5. Orazione sinodale
6. Memoriale sul libro dei canoni

Gli scritti di Giovanni di Odzun sono stati pubblicati in armeno con traduzione latina da J.B. Aucher nel 1838.